# The Who (album)
The Who (I'm a Boy nell'edizione giapponese) è una compilation dell'omonimo gruppo inglese pubblicata nel 1966.

## Storia
Il secondo album del gruppo, A Quick One, fu pubblicato a dicembre 1966 (in diversi paesi come gli Stati Uniti, Canada e Taiwan, con il titolo modificato in "Happy Jack" per sfruttare il successo dell'omonimo singolo).
Contemporaneamente, in altri paesi, venne pubblicato questo album che conteneva otto delle dieci tracce di A Quick One, con il titolo "The Who" e, in Giappone, come "I'm a Boy", con l'aggiunta di due brani provenienti dell'EP del 1965 Ready Steady Who, e due provenienti dal singolo I'm a Boy/In the City del 1966.

## Tracce
Lato A
1. Run Run Run – 2:46 (Pete Townshend)
2. Heatwave – 1:54 (Holland-Dozier-Holland)
3. In the City – 2:25 (Keith Moon, John Entwhistle)
4. Boris the Spider – 2:34 (John Entwhistle)
5. I Need You – 2:23 (Keith Moon)
6. Circles – 2:32 (Pete Townshend)

Durata totale: 14:34
Lato B
1. Don't Look Away – 2:53 (Pete Townshend)
2. You See My Way – 1:53 (Roger Daltrey)
3. Whiskey Man – 2:58 (John Entwhistle)
4. Cobwebs And Strange – 2:32 (Keith Moon)
5. Disguises – 3:26 (Pete Townshend)
6. I'm a Boy – 2:44 (Pete Townshend)

Durata totale: 16:26